# Roger Ilegems
Roger Ilegems (Niel, 13 december 1962) is een voormalig Belgisch wielrenner die prof was van 1984 tot 1991. Hij was zowel wegwielrenner als baanwielrenner maar kende zijn grootste succes op de baan toen hij in 1984 onverwacht olympisch kampioen puntenkoers werd.

## Carrière
Ilegems werd gecoacht door oud-olympisch kampioen Patrick Sercu.
Begin 2008 geraakte Ilegems in coma doordat er complicaties optraden na het plaatsen van een maagring. Na een lange revalidatie kwam hij er weer bovenop, zij het met een blijvende, gedeeltelijke invaliditeit.
In 2018 kreeg hij van de Vlaamse minister het ereteken van Ridder in de Leopoldsorde uitgereikt.

## Overwinningen

### Baan
| Jaar     | BK                                          | EK       | WK          | Overig                                                     |
| Junioren | Junioren                                    | Junioren | Junioren    | Junioren                                                   |
| -------- | ------------------------------------------- | -------- | ----------- | ---------------------------------------------------------- |
| 1980     | ploegenachtervolging                        |          |             |                                                            |
| 1981     | puntenkoers · Omnium                        |          |             |                                                            |
| Amateurs |                                             |          |             |                                                            |
| 1981     | Ploegenachtervolging · Derny                |          |             |                                                            |
| 1982     | omnium · ploegenachtervolging · puntenkoers |          |             |                                                            |
| 1983     | puntenkoers · ploegenachtervolging          |          |             |                                                            |
| 1984     | ploegkoers · ploegenachtervolging           |          |             | Olympische Spelen: · Puntenkoers · 5e ploegenachtervolging |
| 1985     |                                             |          |             |                                                            |
| 1986     |                                             |          |             |                                                            |
| 1987     |                                             |          | Puntenkoers |                                                            |
| 1988     |                                             |          |             |                                                            |
| 1989     |                                             |          |             |                                                            |

### Weg
1984
Omloop der Vlaamse Gewesten
1985
Onze-Lieve-Vrouw Waver
GP Dr. Eugeen Roggeman – Stekene
1986
Zwevegem
1987
Flèche Picarde
Onze-Lieve-Vrouw Waver
Moorslede
1988
Elfstedenronde
Gullegem Koerse
Omloop Hageland-Zuiderkempen
Schwäbisch Gmünd

## Resultaten in voornaamste wedstrijden
| Jaar | Ronde van Italië | Ronde van Frankrijk | Ronde van Spanje |
| ---- | ---------------- | ------------------- | ---------------- |
| 1987 |                  |                     |                  |
| 1988 |                  | buiten tijd         | 113e             |
| 1989 |                  |                     |                  |

| Jaar | Milaan-San Remo | Gent-Wevelgem | Ronde van Vlaanderen | Parijs-Roubaix | Luik-Bast.‑Luik |
| ---- | --------------- | ------------- | -------------------- | -------------- | --------------- |
| 1987 | 42e             | 73e           | 29e                  | 34e            | 77e             |
| 1988 |                 | 47e           |                      | 61e            |                 |
| 1989 |                 |               |                      | 24e            |                 |

## Ploegen
| Periode           | Land   | Ploeg                              |
| ----------------- | ------ | ---------------------------------- |
| 01/12/1984 - 1985 | België | Tönissteiner - Lotto-Pecotex.Mavic |
| 1985 - 1986       | België | Lotto - Merckx                     |
| 1987 - 1988       | België | Sigma                              |
| 1989 - 1991       | België | Histor - Sigma                     |
| 1991              | België | Collstrop - Isoglass               |

1900: Enrico Brusoni ·
1984: Roger Ilegems
1988: Dan Frost ·
1992: Giovanni Lombardi ·
1996: Silvio Martinello ·
2000: Juan Llaneras ·
2004: Michail Ignatjev ·
2008: Juan Llaneras
Wielerploegen van Roger Ilegems
Baeyens · De Cnijf · Dernies · Godimus · Govaerts · Haghedooren ·  Ilegems · Lieckens · McKenzie · Onnockx ·  Rossel · Schepers · Sergeant ·  Van Eynde ·  Van Oyen
Baeyens · Bomans · Dernies · Goessens · Haghedooren ·  Ilegems · Lieckens · Lurquin · Mannaerts · McKenzie · Nevens · Onnockx · Segers · Sergeant · Somers · Van De Vijver · Van de Walle ·  Van Eynde ·  Van Holen ·  Van Itterbeeck ·  Van Oyen
Boulanger · 
Ceci · 
Clark · 
Dalgal · 
De Wilde · 
Haghedooren ·
Ilegems · 
Janssens ·
Kools ·   
Messelis · 
Nuttall ·
Peeters · 
Frank Pirard · 
Frits Pirard · 
Schurgers · 
Tourné · 
Van Camp ·
Van Der Vorst (tot 15/06) · 
Van Ende · 
Van Impe ·
Van Oyen ·
Vanhaerens
Boulanger · 
Ceci · 
Clark (tot 28/02) · 
Dalgal · 
De Wilde · 
Haghedooren ·
Heynderickx ·
Ilegems · 
Kools ·   
Kuiper ·
Lilholt ·
Mertens ·
Messelis · 
Meuwissen ·
Nevens ·
Peeters · 
Pirard · 
Schurgers (tot 15/02) · 
Tourné · 
Van Ende · 
Van Oyen ·
Van Slycke · 
Vanhaerens ·
Verleyen ·
Wijnant · 
Wijnants
Ceci · 
Chevallier ·
De Wilde · 
D'Hont · 
Diehl · 
Frison · 
Gaigne · 
Haghedooren ·
Harmeling ·   
Heynderickx ·
Holm ·
Ilegems · 
Leblanc ·
Lilholt ·
Mertens ·
Messelis (tot 15/07) · 
Meuwissen (tot 30/04) ·
Nevens ·
Patry · 
Peeters · 
Pirard · 
Roosen · 
M. Seynaeve · 
S. Seynaeve · 
Thevenin ·
Van Slycke · 
Virvaleix ·
Wijnant